# Portia Woodman
Portia Woodman (Kawakawa, 12 juli 1991) is een Nieuw-Zeelands rugbyspeler.

## Carrière
Woodman won met de ploeg van Nieuw-Zeeland tijdens de Olympische Zomerspelen 2016 de Olympische zilveren medaille. Vijf jaar later in Tokio werd Woodman olympisch kampioen, tijdens dit toernooi maakte zij vijf try’s.
In 2017 werd Woodman wereldkampioen in de vijftiensvariant.
In 2018 werd zij samen met haar ploeggenoten in San Francisco wereldkampioen Rugby Seven.

## Erelijst

### Rugby Seven
- Olympische Zomerspelen:  2016
- Wereldkampioenschap  2018
- Olympische Zomerspelen:  2021

### Rugby Union
- Wereldkampioenschap  2017